# Haarsee (Tirol)

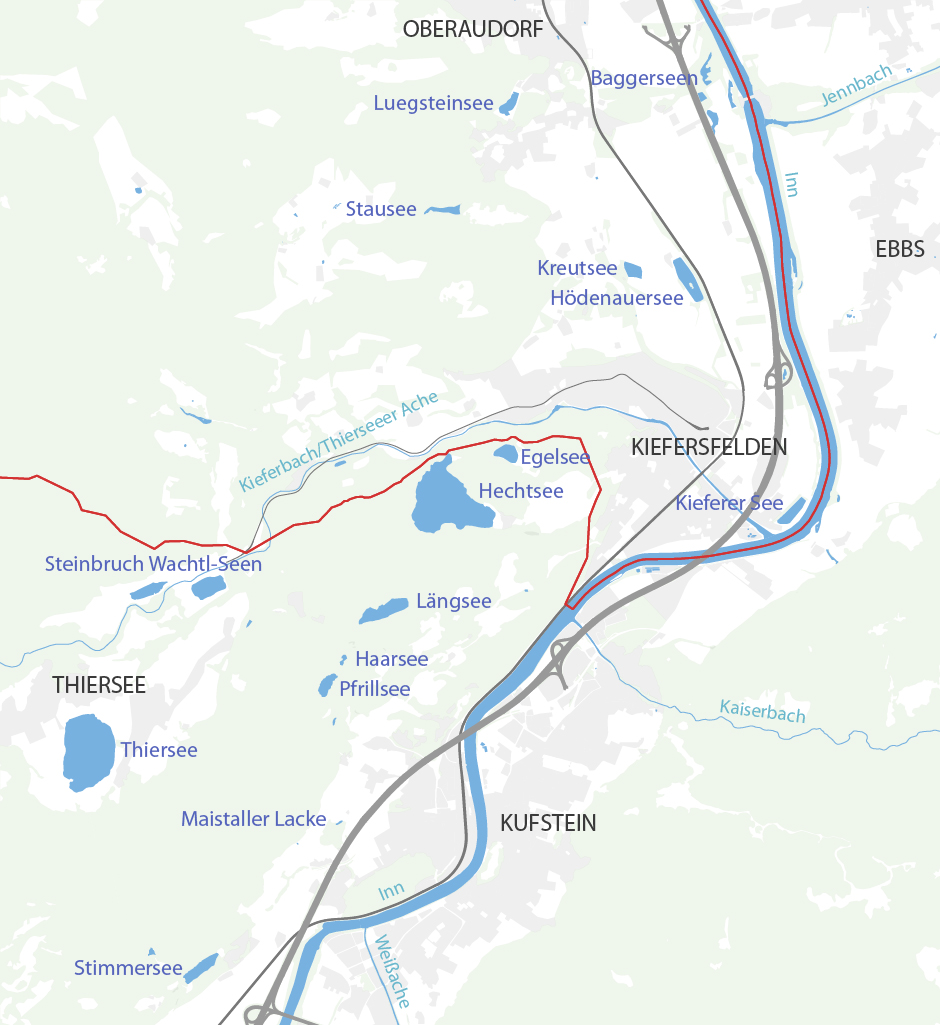
Seen um Kufstein und Kiefersfelden

Der Haarsee ist ein verlandender See bzw. bereits ein Verlandungsmoor auf dem Maistaller Berg in Kufstein, rund 100 Meter vom Pfrillsee entfernt.
Ein Wanderweg vom Pfrillsee zum Längsee führt am Haarsee entlang.
Die „Thierberg-Seen“ (Pfrillsee, Längsee, Hechtsee, Egelsee) sind tektonische Erscheinungen, kleine Einsturzbecken, die möglicherweise durch Hohlräume oder andere Karstphänomene begünstigt wurden. Der Inntalgletscher hatte sie allerdings in der letzten Eiszeit ausgeräumt, ausgeschürft und mit Moränenschutt und Schmelzwassersedimenten abgedämmt. Auch der Haarsee dürfte auf diese Weise entstanden sein. Der See wird heute nicht mehr genutzt.